# Liste der Monuments historiques in Belleray
Die Liste der Monuments historiques in Belleray führt die Monuments historiques in der französischen Gemeinde Belleray auf.

## Liste der Objekte
| Bezeichnung              | Beschreibung                          | Standort                     | Kennzeichnung | Schutzstatus | Datum | Bild |
| ------------------------ | ------------------------------------- | ---------------------------- | ------------- | ------------ | ----- | ---- |
| Skulptur Heilige Barbara | Holz, farbig gefasst, 18. Jahrhundert | in der Kirche St-Paul (Lage) | PM55002750    | Inscrit      | 1984  |      |
| Epitaph für Noël Gauffet | Stein, bezeichnet 1596                | in der Kirche St-Paul (Lage) | PM55000118    | Classé       | 1988  |      |
| Zwölf-Apostel-Retabel    | Stein, bemalt, 16. Jahrhundert        | in der Kirche St-Paul (Lage) | PM55000117    | Classé       | 1971  |      |